# Нагих, Иван Николаевич
Иван Николаевич Нагих (1879—1948) — российский партийный деятель, депутат Государственной думы, революционер.

## Биография
Родился в 1879 году в Старобельском уезде Харьковской губернии. 
Учился в каретной мастерской на  Дружковском руднике. С 15 лет работал на паровозостроительном заводе Гартмана в Луганске: чернорабочим, подручным монтёра, слесарем.
Участвовал в рабочих кружках, вместе с К. Ворошиловым стоял у истоков Луганской организации большевиков, член РСДРП с 1903 года. Участник Первой русской революции. В феврале 1905 г. был избран членом стачкома, затем исполкома Депутатского собрания (прообраз Совета рабочих депутатов). В 1906 г. — соучредитель первого Луганского профсоюза, был избран членом его Правления. Делегат V (Лондонского) съезда РСДРП.
С 20 февраля по 3 июля 1907 г. — депутат Государственной Думы России второго созыва от Екатеринославской губернии, член большевистской фракции. После разгона Думы был арестован вместе с другими членами социал-демократической фракции и сослан в Восточную Сибирь.
В 1908—1911 гг. проживал под надзором полиции в местечке Бодайбо Иркутской губернии. За ним в ссылку приехала жена Мария Августовна. В 1912—1915 гг. работал слесарем на Ленских золотых приисках, был участником Ленских событий. В годы реакции сблизился с меньшевиками.
После Февральской революции вернулся в Петроград и был делегирован в Луганск в качестве представителя Петросовета.
В мае 1917 года избран председателем Луганского Совета. Через месяц уступил пост своему однопартийцу-меньшевику — губернскому комиссару Временного правительства А. Нестерову.
Позднее отошёл от активной политической деятельности. После Октябрьской революции работал в Луганском продовольственном комитете. Во время одной из командировок в 1920 году был схвачен махновцами, но отпущен, ибо Батько тогда подписал очередное соглашение о союзе с Советской властью.
С 1922 г. на хозяйственной работе в Луганске (в частности, был директором строящейся средней школы № 7, измерителем на заводе ОР. В 1928 году вступил в Компартию, оставил несколько мемуаров, был членом Всесоюзного общества бывших политкаторжан.
В годы культа личности был безосновательно репрессирован. В июле 1938 года арестован, 20 сентября тройкой УНКВД за «участие в контрреволюционной организации» (ст. 58.11) приговорён к 10 годам без права переписки. По сведениям нуждающимся в проверке сидел под Воркутой, умер в местах заключения от воспаления лёгких в 1948 году. 
Полностью реабилитирован 12 октября 1956 года.

## Семья
- Жена — Мария Августовна, после ареста мужа пыталась добиться правды, обращалась к наркомвоенмору Ворошилову, но безрезультатно — он её не принял.
  - Сын — Владимир (1911—18.07.1943), окончил Харьковский институт, участник Великой Отечественной войны, лейтенант, погиб у хутора Белая Гора под Лисичанском в должности командира взвода, похоронен в братской могиле на территории пос. Боровское[2].
  - Сын — Николай (1911—?), работал токарем на Луганском заводе имени Октябрьской Революции, участник Великой Отечественной и советско-японской войн, побывал в немецком плену, награждён 2 медалями «За отвагу» (28.05.1944; 8.04.1945)[3].
  - Сын — Сергей, работал шофёром, затем на Луганском заводе имени Будённого. Дожил до «перестройки».

## Сочинения
- Подготовка вооруженного восстания // Луганская правда 20 декабря 1925
- Луганщина в начале девятисотых годов // Луганская правда №173, 1927
- А помнишь, Климент Ефремович... (в соавторстве) // Ворошиловградская правда 29 ноября 1935.